# Architects
Ne doit pas être confondu avec Architect, le groupe de metalcore américain.
Architects est un groupe de metalcore britannique, originaire de Brighton. Formé en 2004, le groupe est passé par plusieurs changements de nom avant de se décider pour Architects. Leur premier nom fut Inharmonic, qui a rapidement changé en Counting the Days. Après quelques années, le nom définitif Architects était choisi. Chacun des membres est vegan, un mode de vie qu'ils ont adopté après avoir regardé des documentaires sur le sujet.
Ils font paraître leur premier album Nightmares en 2006 au label In at the Deep End. Après le départ de leur chanteur Matt Johnson, Sam Carter se joint à eux et paraît dans leur deuxième album Ruin publié en 2007 au label United by Fate. En 2009, le groupe fait paraître Hollow Crown au label Century Media. Ils publient ensuite leur quatrième album The Here And Now en 2011, qui s'orientera cette fois vers une direction « post-hardcore » plus marquée. L'album est bien accueilli par la presse spécialisée, mais refusé par les fans. L'année suivante, en 2012, Architects revient à son style original dans son cinquième album Daybreaker, qui se concentre sur des paroles politiquement impliquées contrairement aux paroles violentes et comiques de leurs précédents opus.
Leur sixième album, Lost Forever // Lost Together, est publié en 2014 au label Epitaph Records. L'album All Our Gods Have Abandoned Us sort le 27 mai 2016, sur le label Epitaph. S'ensuit une tournée en Australie, en première partie du groupe anglais (et anciens amis) Bring Me The Horizon en septembre 2016, puis d'une tournée européenne en tête d'affiche avec le groupe Bury Tomorrow en première partie, entre octobre et novembre 2016.
En novembre 2018, Architects revient avec un huitième album, Holy Hell, qui se fera sans le guitariste Tom Searle, décédé en août 2016. Leur neuvième album, For Those That Wish to Exist, sort le 26 février 2021.

## Biographie

### Formation etNightmares(2002–2006)
Chaque membres initiaux d'Architects a grandi aux alentours de Brighton, East Sussex, et se consacraient déjà à la musique avant la formation du groupe. Sam Carter, batteur et étudiant à la Brighton Institute of Modern Music avant de se joindre au groupe, était membre de quelques groupes locaux et chanteur occasionnel ; l'un de ses groupes a joué avec Enter Shikari à Brighton.
Architects est formé en 2004 par le batteur Dan Searle et son frère jumeau, le guitariste Tom Searle. Le projet est initialement nommé Counting the Days puis renommé Architects avec le chanteur Matt Johnson, le guitariste Tim Hillier-Brook et le bassiste Tim Lucas. En 2006, Tim Lucas décide de quitter le groupe afin de se consacrer aux études. Il est remplacé par Alex Dean. Le groupe joue à travers le Royaume-Uni aux côtés de divers groupes comme Beecher et Bring Me the Horizon pour faire la promotion de leur premier album, Nightmares. Restreint par leur jeune âge, les membres du groupe ne peuvent partir en tournée que pendant les vacances scolaires.

### Nouveau chanteur et débuts à Century Media (2007–2009)

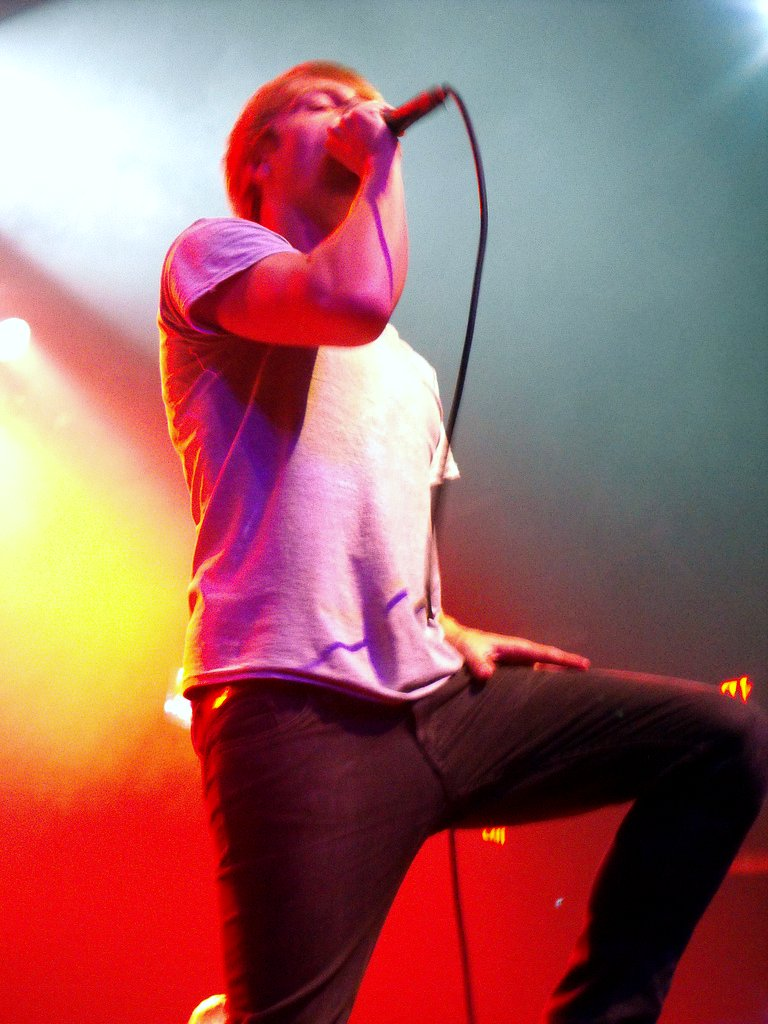
Sam Carter en 2009 à l'Electric Factory de Philadelphie.

Six mois après publication de Nightmares, le chanteur d'Architects, Matt Johnson, quitte le groupe 0 Dan Searle explique qu'une fois que Johnson a quitté le groupe, ils ont tous aperçu Sam Carter jouer avec d'autres groupes et ont décidé qu'il s'agissait d'un « choix facile ». Ali Dean fait par la suite la rencontre de Carter et fait ses débuts dans le groupe en tant que nouveau chanteur en chantant The Darkest Tomb. Après ça, Matt Johnson joue avec le groupe Whitemare, et les anciens membres de Johnny Truant et Centurion. Ils font paraître leur deuxième album Ruin le 25 juin 2007. Après Nightmares, le groupe décide de passer à la vitesse supérieure lors de leur prochain album. Carter est mis sous pression à l'écriture de Ruin. Dan Searle explique que Carter s'inspirait beaucoup plus de sa vie privée pendant l'écriture des paroles, que ne le faisait leur ancien chanteur Johnson. Ils jouent aux côtés de Suicide Silence en 2007 lors de leur tournée Cleansing The Nation Tour aux États-Unis.
Au début de 2008, ils font paraître un split EP avec Dead Swans. Le split EP présente deux chansons des deux groupes. Architects présente les titres We're All Alone et Broken Clocks, tandis que Dead Swans présente In the Half Light et Swallow. Le groupe explique être motivé par la publication de l'album dans le but de montrer leur progrès dans leur style musical. Le split EP est bien accueilli par la presse spécialisée, avec des notes comme 7/10 de la part de Metal Hammer, 8/10 de Rock Sound. Une note de 7,5 est attribuée par Terrorizer pour les chansons d'Architects et quatre étoiles sur 5 de Kerrang!.
En mai 2008, Architects annonce leur signature au label Century Media Records pour la publication de trois albums. Architects devient le premier groupe britannique signé chez Century Media depuis Napalm Death. Dean considère cette signature comme « une merveilleuse opportunité ; faire partie d'un tel label est absolument fantastique surtout pour nos albums ». Dan Searle décrit le merchandising de Century Media comme une occasion pour le groupe d'aller plus loin. Cette annonce s'accompagne d'une réédition de leur deuxième album Ruin avec un titre bonus Broken Clocks. En novembre 2008, le groupe joue au Never Say Die! Tour, une tournée européenne avec Parkway Drive, Unearth, Despised Icon, Protest the Hero, Whitechapel et Carnifex.
Le 26 janvier 2009, Architects fait ses débuts à Century avec la publication de leur troisième album Hollow Crown, publié au Royaume-Uni et en Australie le 26 janvier 2009, aux États-Unis et au Canada le 10 février, en Europe le 20 février, et au Japon le 21 février. Le groupe commence l'enregistrement en juillet 2008 après l'annonce de leur signature à Century Media. Dan Searle, dans une entrevue, explique pourquoi avoir choisi un tel titre : « ça dépend à qui vous demandez dans le groupe ! pour moi, c'est tous ceux que vous rencontrez dans votre vie qui méritent rien et qui ont tout. » Pour la promotion de l'album, le groupe lance une tournée de 19 dates au Royaume-Uni avec Misery Signals et A Textbook Tragedy. Au début de 2009, le groupe joue aux côtés de Parkway Drive et August Burns Red lors de la tournée Parkway Drive: The DVD en Australie. En octobre et novembre 2009, ils sont les têtes d'affiche du second Never Say Die! Tour au Royaume-Uni, tandis que Despised Icon est la tête d'affiche de la version européenne de la tournée. Les groupes participants incluent Horse the Band, As Blood Runs Black, Iwrestledabearonce, Oceano et The Ghost Inside. En janvier 2009, Tom Searle informe le groupe d'une prochaine tournée nord-américaine et européenne en 17 dates à part.

### The Here and NowetDaybreaker(2010–2012)

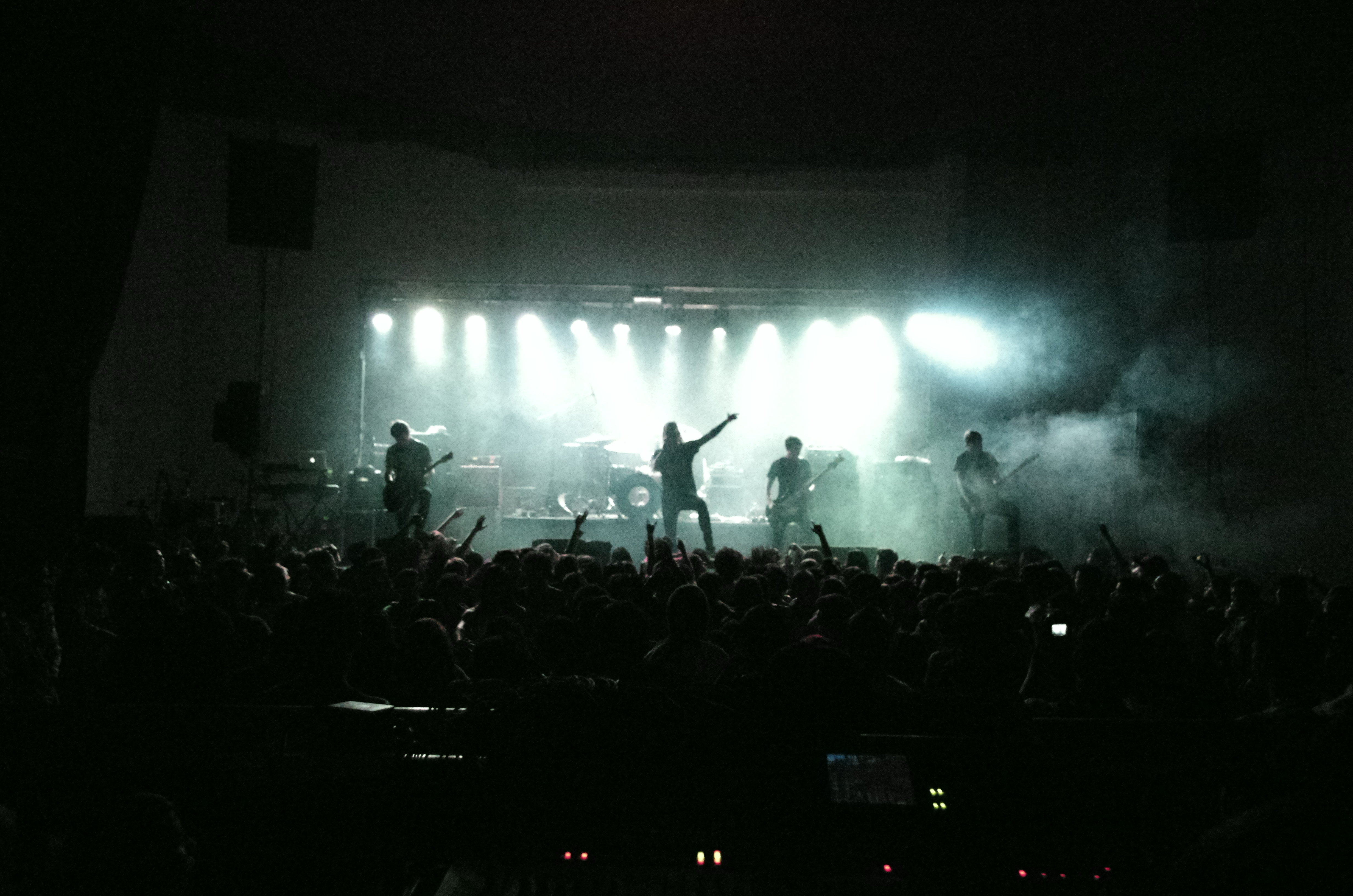
Architects à Bogota, Colombie, au Teatro Metro Bogota le 27 avril 2012.

Architects annonce le titre Day in Day Out comme le premier single de leur quatrième album ; le single est diffusé en avant-première dans le podcast de Daniel P. Carter sur la BBC Radio 1, The Rock Show le 30 août 2010. Le groupe entame une tournée en octobre 2010 avec Norma Jean, Devil Sold His Soul et Lower Than Atlantis, en Australie en décembre 2010 avec Comeback Kid, This is Hell et Rolo Tomassi.
Le 19 janvier 2011, le quatrième album d'Architects, The Here and Now, est publié. L'album est enregistré en 2010 entre mai et juin aux Omen Room Studios en Californie, avec la participation du chanteur Andrew Neufeld de Comeback Kid et de Greg Puciato de The Dillinger Escape Plan. L'album semble prendre une direction plus commerciale comparé à leur précédents opus. L'album se vend à 900 exemplaires aux États-Unis sa première semaine après publication et débute 47e au classement Top Heatseekers, et 57e dans les UK Album Charts. L'album est bien accueilli par la presse spécialisée, mais refusé par les fans. Le batteur Dan Searle décrit leur nouveau son comme un nouveau départ mais également une progression du groupe dans la logique des choses : « Je comprends parfaitement pourquoi nous sommes “connus” comme un groupe technique mais nous ne voulons plus faire ça, je pense que si vous aviez écouté nos précédentes chansons, vous l'auriez vu venir. On s'est lancé dans l'écriture technique à 16 ans et on a progressivement changé, c'est comme si d'autres gens avaient écrit ces chansons. »
En février 2011, Architects annonce le départ d'Alex Dean, à cause de problèmes familiaux. Le 3 juillet 2011, Dean rejoint le groupe cinq mois après leur séparation : « Je suis très content de dire que je suis de retour, être capable de rester à la maison pendant quelques mois a permis à moi et à ma famille de régler ce qui s'est passé ces dernières années et je sais que ça nous a fait du bien à tous. » Pendant la période durant laquelle Dean était absent, c'est Casey Lagos qui le remplaçait pendant les tournées. En avril 2011, Bring Me the Horizon participant à la tournée promotionnelle de leur troisième album There Is a Hell... Tour, Architects joue aux côtés de Parkway Drive. Le 28 avril, Matt Nicholls se brise le bras en jouant au football avec des membres de Bring Me the Horizon, Parkway Drive et Architects, et décide malgré ça de jouer de la batterie. La tournée dure donc plus longtemps que prévu, jusqu'en août. Architects, Parkway Drive et Deez Nuts jouent ensuite aux côtés de Bring Me the Horizon à travers l'Amérique du Nord entre septembre et octobre.
Le 4 décembre 2011, Architects publie un nouveau single intitulé Devil's Island. Le single était annoncé pour le début de novembre, un mois avant sa publication initiale. Il est publié sur la page Facebook du groupe. La chanson et son clip vidéo parlent des émeutes de 2011 en Angleterre,. Le single lui-même est bien accueilli par la presse spécialisée pour le retour du groupe au style mathcore de leur troisième album, Hollow Crown. J.J. Nattrass de Bring the Noise UK explique que « la chanson est mélodieuse d'un côté, rapide et viscérale de l'autre. » En décembre 2011, le groupe lance une tournée de cinq jours avec Heights, Tek-One et Deaf Havana pour la promotion de leur nouveau single.
Le cinquième album d'Architects, Daybreaker est publié le 28 mai 2012 en Europe, et le 5 juin 2012 aux États-Unis. Le 16 avril 2012, après l'enregistrement complet de l'album, Tim Hillier-Brook quitte le groupe pour se consacrer à ses projets. Josh Middleton, le chanteur du groupe metal Sylosis participe à la guitare pour les tournées du groupe jusqu'à ce qu'ils retrouvent un nouveau membre. Daybreaker est accueilli d'une manière mitigée. Les critiques négatives se basent sur les chansons « entraînantes et occasionnellement ». Le groupe promeut Daybreaker avec 75 shows dans 25 pays (plus de 4 continents, dont l'Asie du Sud-Est, l'Australie, l'Amérique du Nord et l'Europe), intitulés The Daybreaker Almost World Tour,,.

### Lost Forever // Lost Together(2013 - 2015)
En 2013, le groupe promeut encore un peu plus Daybreaker, d'abord aux États-Unis en jouant aux côtés d'Enter Shikari, aux États-Unis en mars avec Crossfaith, puis en Amérique du Nord lors du Warped Tour 2013 en juin. Ils jouent aussi au Download Festival 2013 au Donington Park, Leicestershire, au Royaume-Uni. Avant leur grande tournée aux États-Unis, le groupe ne souhaitait pas partir en tournée car trop « fatigué de perdre de l'argent ». Architects annonce un nouvel album pour septembre. Le groupe annonce ensuite une troisième tournée pour 2013 en novembre et décembre avec Protest the Hero, puis une tournée australienne avant fin 2013. La dernière performance d'Architects pour Daybreaker s'effectue en Inde au festival Saarang le 11 janvier 2014 avec le groupe roumain Grimus,.
À mi-avril 2013, Architects publie une bande-annonce de leur documentaire One Hundred Days: The Story Of Architects Almost World Tour. Réalisé par Tom Welsh, le documentaire retrace la tournée d'Architects, le Almost World Tour,. Le film est financé par des donateurs d'Indiegogo. Ce projet se réalise lorsque le groupe quitte Century Media.
Leur sixième album, Lost Forever // Lost Together, sorti le 24 mars 2014, est produit par Henrik Udd et enregistré au Studio Fredman de Göteborg,. Deux singles sont publiés pour promouvoir l'album : Naysayer et Broken Cross ; et un clip vidéo intitulé Gravedigger. Pour l'album, Architects vient en France en février en première partie de Parkway Drive (deux dates les 7 et 11, respectivement à Villeurbanne Le Transbordeur et à Paris La Cigale), les tourne en Europe en mars et avril avec Stray from the Path et Northlane. Ils achèvent cette tournée aux États-Unis avec Letlive en avril et en mai,, puis entament une tournée avec The Amity Affliction en Australie deux shows en tête d'affiche dans leur pays et une tournée canadienne entre septembre et octobre.

### A Match Made In Heaven(2016)
Le 2 mars 2016, le groupe publie une courte vidéo sur leur Facebook officiel annonçant la sortie d'un nouveau titre intitulé A Match Made in Heaven qui sera diffusé le 6 mars sur la radio anglaise BBC Radio 1. L'album, All Our Gods Have Abandoned Us sortira le 27 mai 2016 chez Epitaph,.
Le 21 août 2016, le groupe annonce le décès de Tom Searle des suites d'un cancer qu'il avait depuis 3 ans,. Le groupe Northlane lui dédiera la chanson Paragon de leur album Mesmer. Dan Searle, son frère jumeau, et les autres membres du groupe confirment le maintien de leur tournée en Australie et en Europe, pour la dédier à Tom Searle. Sean Delander de Thy Art Is Murder pour les concerts en Australie et Josh Middleton de Sylosis pour les concerts européens le remplaceront sur scène. Le groupe se produira durant l'édition française du Download Festival à Plessis-Pâté le 11 juin 2017.

### Holy Hell(2017 - 2019)
En septembre 2017, le groupe sort une nouvelle chanson intitulée Doomsday. Cette chanson, écrite par Dan Searle et Sam Carter, raconte la douleur causée par la perte du guitariste Tom Searle. Sur Twitter, Dan, le batteur, mentionne que cette nouvelle chanson ne signifiait pas pour autant un nouvel album pour bientôt.
C'est le 12 septembre 2018 que le groupe annonce la future sortie de leur huitième album, Holy Hell, qui sortira le 9 novembre 2018. A cette occasion, le groupe publie le premier single de l'album, Hereafter, suivi par Royal Beggars le 3 octobre, et enfin Modern Misery, le troisième single, le 28 octobre. Doomsday sera également sur cet album.
Le 27 janvier 2019, Architects se produit en tête d'affiche à l'Olympia (Paris) avec Beartooth et Polaris en première partie.

### For Those That Wish to Exist(2020 - 2022)
Le 20 octobre 2020, le groupe dévoile le titre Animals accompagné d'un clip. Un jour plus tard, le groupe annonce la sortie de l'album For Those That Wish to Exist pour le 26 février 2021. Winston McCall de Parkway Drive, Mike Kerr de Royal Blood et Simon Neil de Biffy Clyro sont invités sur cet album.

### The Classic Symptoms of a Broken Spirit(2022 - 2023)
Le 20 avril 2022, le groupe dévoile le titre When we were young accompagné d'un clip. Sam Carter mentionne sur Twitter que ce morceau n'est pas un morceau faisant partie de For Those That Wish to Exist mais s'inscrit dans quelque chose de nouveau. Le 12 juillet 2022, le groupe sort une nouvelle chanson intitulée tear gas. Le groupe annonce en parallèle la sortie de son nouvel album, the classic symptoms of a broken spirit pour le 21 octobre 2022. Le 30 août, ils sortent un troisième titre, deep fake.
Le 28 mai 2023, le groupe annonce le départ de Josh Middleton, qui reste en bon terme avec le groupe.

### The Sky, the Earth & All Between(depuis 2023)

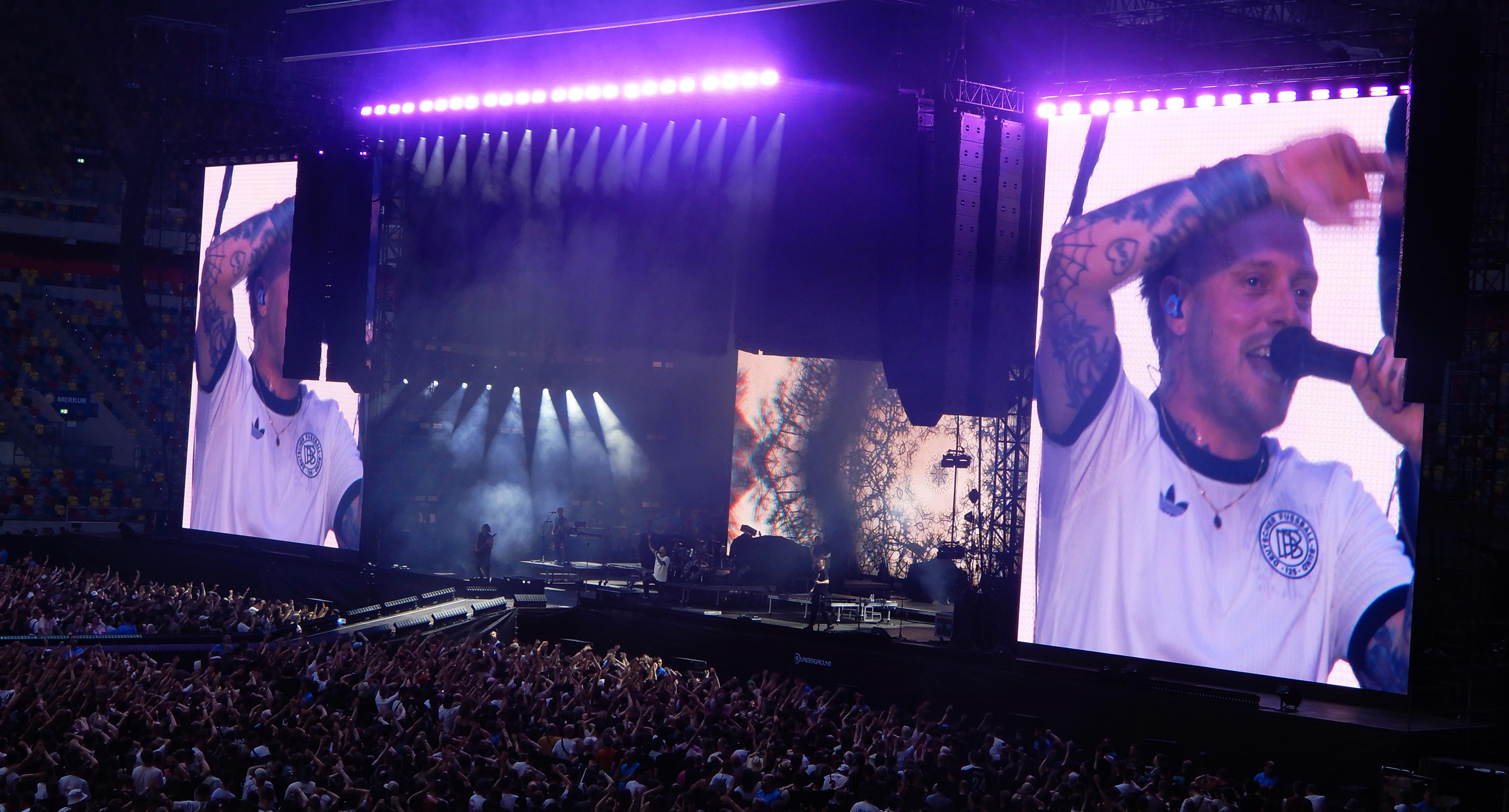
Architects en première partie de Linkin Park à Düsseldorf le 1 juillet 2025.

Le 4 décembre, le groupe dévoile le single Seeing Red accompagné d'un clip vidéo. Début 2024, ils réalisent une tournée européenne avec Spiritbox et Loathe incluant une date au Zénith de Paris. Le 10 avril 2024, Architects sort un nouveau single Curse produit par Jordan Fish, ancien membre de Bring Me The Horizon. Il produira également les trois prochains singles. Le 19 novembre, le groupe annonce le titre de son futur onzième album : The Sky, the Earth & All Between, dont la date de sortie est prévue pour le 28 février 2025. Ils sortent également le single Whiplash, accompagné d'un clip vidéo. Le 14 janvier 2025, le quatrième single du futur album et son clip vidéo sortent : Blackhole. Le 24 février, est publié le cinquième single Everything Ends. Le 26 février, le groupe enchaîne avec Brain Dead, le sixième single, publié avec son clip.

## Membres

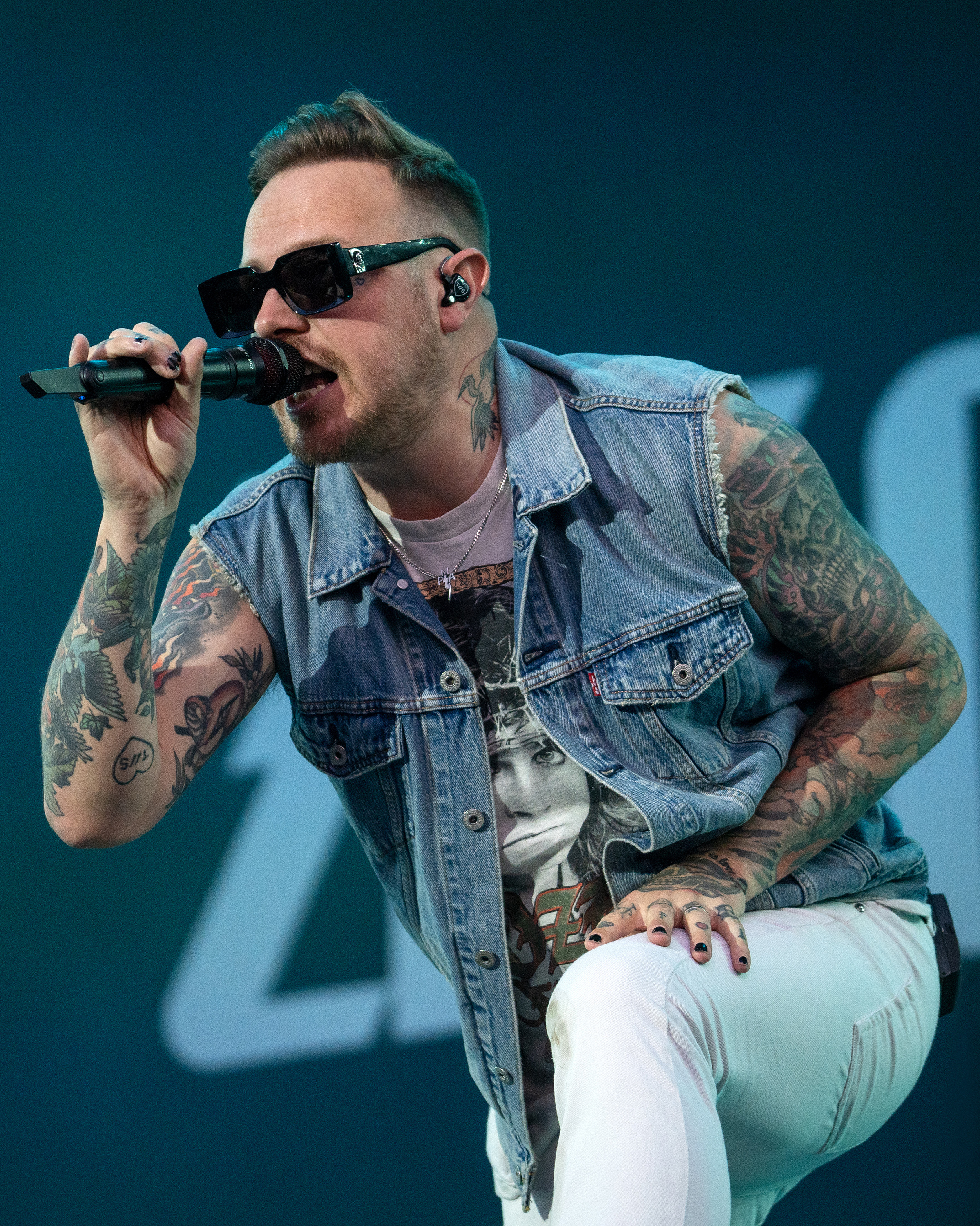
Sam Carter, en 2023.

### Membres actuels
- Dan Searle – batterie (depuis 2004)
- Sam Carter – chant (depuis 2007)
- Alex Dean – guitare basse (2006–2011, depuis 2011)[28]
- Adam Christianson – guitare rythmique (depuis 2015; tournée en 2012, 2014–2015)

### Anciens membres
- Tim Lucas – guitare basse (2004–2006)
- Matt Johnson – chant (2004–2007)[10]
- Tim Hillier-Brook – guitare rythmique (2004–2012)[36]
- Tom Searle – guitare solo (2004-2016 ; décédé en 2016)
- Josh Middleton – guitare solo (2017-2023[79]; tournée 2016-2017), guitare rythmique (2012; en tournée)

### Membres de tournée
- Casey Lagos – basse (2011)[29]
- Bobby Daniels – basse (2011)
- Morgan Sinclair – guitare rythmique (2013)